# Euphyia congressata
Euphyia congressata là một loài bướm đêm trong họ Geometridae.